# Cypr
Cypr, Republika Cypryjska (gr. Κύπρος Kýpros, tur. Kıbrıs) – państwo położone na wyspie Cypr leżącej we wschodniej części Morza Śródziemnego. Poprzez wody terytorialne graniczy z oddaloną o 70 km na północ Turcją. Jest członkiem Unii Europejskiej, ma wprowadzoną walutę euro. Największymi miastami kraju są: Limassol oraz Nikozja (stolica).
Cypr znajduje się w strefie klimatu subtropikalnego w zależności od części wyspy – typu śródziemnomorskiego i półpustynnego, z bardzo łagodnymi zimami i długimi ciepłymi, w połowie gorącymi latami.

## Geografia
Cypr jest państwem położonym na wyspie o tej samej nazwie znajdującej się w zachodniej Azji we wschodniej części Morza Śródziemnego, której powierzchnia wynosi 9,3 tys. km², a linia brzegowa ma długość 648 km. Cypr graniczy z brytyjskimi bazami Akrotiri i Dhekelia oraz z nieuznawaną na arenie międzynarodowej Turecką Republiką Cypru Północnego (o powierzchni 3355 km², obejmującą 36% wyspy), będącą de iure częścią Cypru. Cypr leży pomiędzy Turcją oddaloną o 70 km na północ, Syrią, Libanem i Izraelem leżącym na wschodzie i południowym wschodzie, Egiptem położonym ok. 360 km na południe oraz grecką Kretą oddaloną o 541 km na zachód. Najwyższym wzniesieniem jest Olympos (1951 m n.p.m.). Terytorium Cypru zajmują trzy główne krainy geograficzne. W północnej części wznoszą się góry Kyrenia z wysokościami do 1000 m n.p.m., oddzielone od wybrzeża wąskim pasem nizin nadbrzeżnych. U podnóży gór Kyrenia liczne plantacje oliwek. Stoki gór porasta las cyprysowy. Na południowym zachodzie leży porośnięty wielkimi lasami Masyw Troodos, z najwyższym szczytem kraju. Pomiędzy Kierinią a wspomnianym wcześniej masywem rozciąga się Mesaoria, równina niemal w całości pozbawiona drzew, nie licząc plantacji drzew oliwnych i eukaliptusowych.

## Historia

### Od starożytności do XIX wieku
W czasach starożytnych, od XIII wieku p.n.e., wyspa była zamieszkiwana przez Greków i przez ponad 2 tys. lat znajdowała się pod wpływem kultur greckiej, rzymskiej i bizantyjskiej. W 1191 r. została zajęta przez krzyżowców, co doprowadziło do jej odseparowania od prawosławnej Grecji. W 1571 r. wyspę podbili Turcy. Osiedliła się tam ludność całkowicie odmienna od rdzennej, która szybko się asymilowała i dostosowała do etnicznej struktury wyspy. Turcy nie prowadzili przymusowej ani systematycznej islamizacji zajętego obszaru. Mimo to znaczna część Cypryjczyków przyjmowała tę wiarę, aby nie być postrzegana jako ludność drugiej kategorii.

### Schyłek panowania tureckiego i Brytyjczycy
Przez blisko 300 lat panowania Turcy doprowadzili do upadku i częściowego wyludnienia. Spowodowało to niezadowolenie ze strony Greków, którzy w 1821 r. wzniecili powstanie. Władze tureckie w ramach odwetu nakazały powiesić patriarchę Konstantynopola na bramie jego stambulskiego pałacu, zaś arcybiskupa Cypru Cypriana – na drzewie na rynku w Nikozji. Ponadto zabito 3 biskupów i 400 notabli greckocypryjskich. W wyniku tych działań zaczęła się szerzyć idea przyłączenia Cypru do Grecji, czyli Enosis (Meghali Idea).
W czasie trwania wojny turecko-rosyjskiej w latach 1876–1878 Wielka Brytania, w porozumieniu z Francją, mając na celu uniemożliwienie Imperium Rosyjskiemu objęcia kontroli na Morzu Śródziemnym i umocnienia się na Bałkanach, rozpoczęła okupację Cypru. W wyniku umowy z sułtanem tureckim Wielka Brytania miała przeciwstawić się traktatowi pokojowemu z San Stefano. W zamian za to miała dostać we władanie Cypr. 4 czerwca 1878 r. Anglia i Turcja podpisały tajną konwencję cypryjską kwestionującą postanowienia Pokoju z San Stefano. Na jej podstawie Anglia objęła w posiadanie Cypr, gwarantując zamieszkującym ją Turkom wolność religijną i zobowiązała się do wypłacania Turcji odszkodowania za utracone dochody z wyspy w wysokości 92 800 funtów rocznie. Umowa zawierała zastrzeżenie, że w momencie, gdy Rosja odda Turcji tereny podbite w Armenii, straci ona ważność.
Turcja była przez długi czas popierana przez Wielką Brytanię. Stopniowo traciła sympatię Londynu ze względu na coraz większe ekonomiczne i polityczne wpływy niemieckie w Turcji. 5 listopada 1914 r. Wielka Brytania anektowała Cypr, kiedy to Turcja stanęła po stronie mocarstw centralnych. Rząd brytyjski uważał, że prędzej czy później Turcja zaatakuje Wielką Brytanię, dlatego za wszelką cenę dążył do porozumienia z Bułgarią i Grecją. Stąd w trakcie trwania I wojny światowej Brytyjczycy poufnie proponowali Grekom Cypr w zamian za możliwość usytuowania baz morskich na Krecie. Oficjalnie już w 1915 r. Grecja za udział w wojnie po stronie Ententy miała otrzymać Cypr. Do rozmów włączyła się Francja, która w konwencji francusko-brytyjskiej z 1920 r. zaznaczyła, że bez jej zgody Wielka Brytania nie może dokonywać żadnej cesji wyspy. Wielka Brytania otrzymała Cypr na mocy traktatu pokojowego z Sevres z 1920 r., lecz dopiero 3 lata później Turcja uznała aneksję w traktacie lozańskim. Od 1 maja 1925 roku wyspa nosiła status kolonii brytyjskiej.
Do 1930 r. Brytyjczycy swoją politykę w stosunku do Cypru kierowali przeciwko dążeniom do Enosis. Chcieli tego dokonać przez poprawienie warunków życia. Uważali, że mieszkańcy będą woleli podlegać silnie rozwiniętemu państwu niż biednej Grecji. W tej walce używali głównie Turków. Jednak swoje działania kierowali przeciwko nim, choćby w sferze religijnej. Ci w ramach ruchu oporu utworzyli w 1944 r. KATAK – Stowarzyszenie Mniejszości Tureckiej na Wyspie Cypr, a w 1945 r. KMTHP – Narodową Partię Ludową Cypru. Obie te partie połączyły się w 1949 roku, tworząc KTP – Partię Cypryjsko-Turecką.
Sytuacja uległa zmianie w 1950 roku, gdy arcybiskupem Nowej Justyniany i całego Cypru, zwierzchnikiem Cypryjskiego Kościoła Prawosławnego, został arcybiskup Makarios III, jeden z zagorzałych zwolenników Enosis. Wśród Greków cypryjskich udało mu się na powrót wzbudzić nadzieję na przyłączenie do Grecji. Aby tego dowieść, w tym samym roku zorganizowano plebiscyt, w którym ludność grecka na Cyprze opowiedziała się za przyłączeniem. Jednak wyniki tego plebiscytu nie zostały uznane przez władze brytyjskie oraz Turcję. Dla Brytyjczyków wyspa ta, razem z Gibraltarem i Maltą, tworzyła łańcuch baz morskich o znaczeniu zarówno militarnym, jak i handlowym, więc nie mieli zamiaru oddać Cypru. Aby odzyskać autonomię Grecy powołali podziemną armię EOKA (Narodowa Organizacja Cypryjskich Bojowników). Rekrutacja rozpoczęła się w 1952 r. Na czele EOKA stanął Jeorjos Griwas „Dighenis”. Organizacja ta mogła liczyć na wsparcie ze strony Grecji, która szkoliła jej bojowników i wywiad oraz dostarczała na wyspę broń łodziami rybackimi, kutrami, pocztą. W wyniku przejęcia przez Brytyjczyków greckiego statku „Agios Georgios” wiozącego broń i amunicje dla EOKA, rozpoczęcie akcji zbrojnej planowane na 25 marca 1955 r. przełożono na 1 kwietnia 1955 r. Było to spowodowane strachem przed aresztowaniem członków organizacji. Początkowo Cypryjczycy sabotowali brytyjskie organizacje wojskowe. EOKA m.in. zbombardowała koszary, pojazdy wojskowe. Dochodziło również do morderstw greckich policjantów na Cyprze, podejrzanych o współpracę z Wielką Brytanią. Ze strachu przed śmiercią brytyjscy informatorzy rozpoczynali współpracę z Griwasem.
W sierpniu 1955 Brytyjczycy doprowadzili do spotkania przedstawicieli Greków i Turków w celu rozpoczęcia negocjacji. Spotkanie to zakończyło się fiaskiem, gdyż ich zdania na temat przyszłości Cypru były odmienne. Grecy chcieli niepodległości, Turcy natomiast opowiadali się za utrzymaniem status quo. Londyn mianował nowego gubernatora wyspy o nadzwyczajnych uprawnieniach. Był nim marszałek John Harding. Wprowadził on stan wojenny, godzinę policyjną oraz nakaz zdania broni pod groźbą kary śmierci. Na wiosnę 1956 r. Makarios został deportowany na Seszele i internowany za przechowywanie broni. Od tego momentu rozpoczęła się regularna wojna domowa. W wyniku przewagi militarnej Brytyjczyków, Griwas postanowił zmniejszyć ryzyko zbrojnych akcji EOKA. Wycofał się w góry Trodos, gdzie podzielił swoje oddziały. Walka przyjęła charakter partyzancki. Przechwytywali oni małe patrole lub pojedyncze pojazdy. W tym czasie miejscy nacjonaliści likwidowali Turków i komunistów greckich skupionych wokół partii AKEL. Nie byli oni łatwym celem dla Brytyjczyków. Z tego też powodu akcja „Pepperot” została skierowana przeciwko partyzantom z Trodos. W wyniku tego zginęło 30 osób, a sam Griwas ledwo uszedł z życiem. W odwecie miejska partyzantka EOKA dokonała najgwałtowniejszych zamachów w przeciągu całej wojny. Ich działania nie spotkały się z uznaniem wielu członków organizacji, którzy zaczęli udzielać anonimowych informacji władzom brytyjskim. Za ich sprawą zlokalizowano kryjówkę najbliższego współpracownika Griwasa – Grigoris Awksendiu i jego ludzi w klasztorze Macheira w Trodos. Griwas, aby przerzucić ludzi z gór, doprowadził do zawieszenia broni w marcu 1957, uwalniając jednocześnie Makariosa 28 marca.

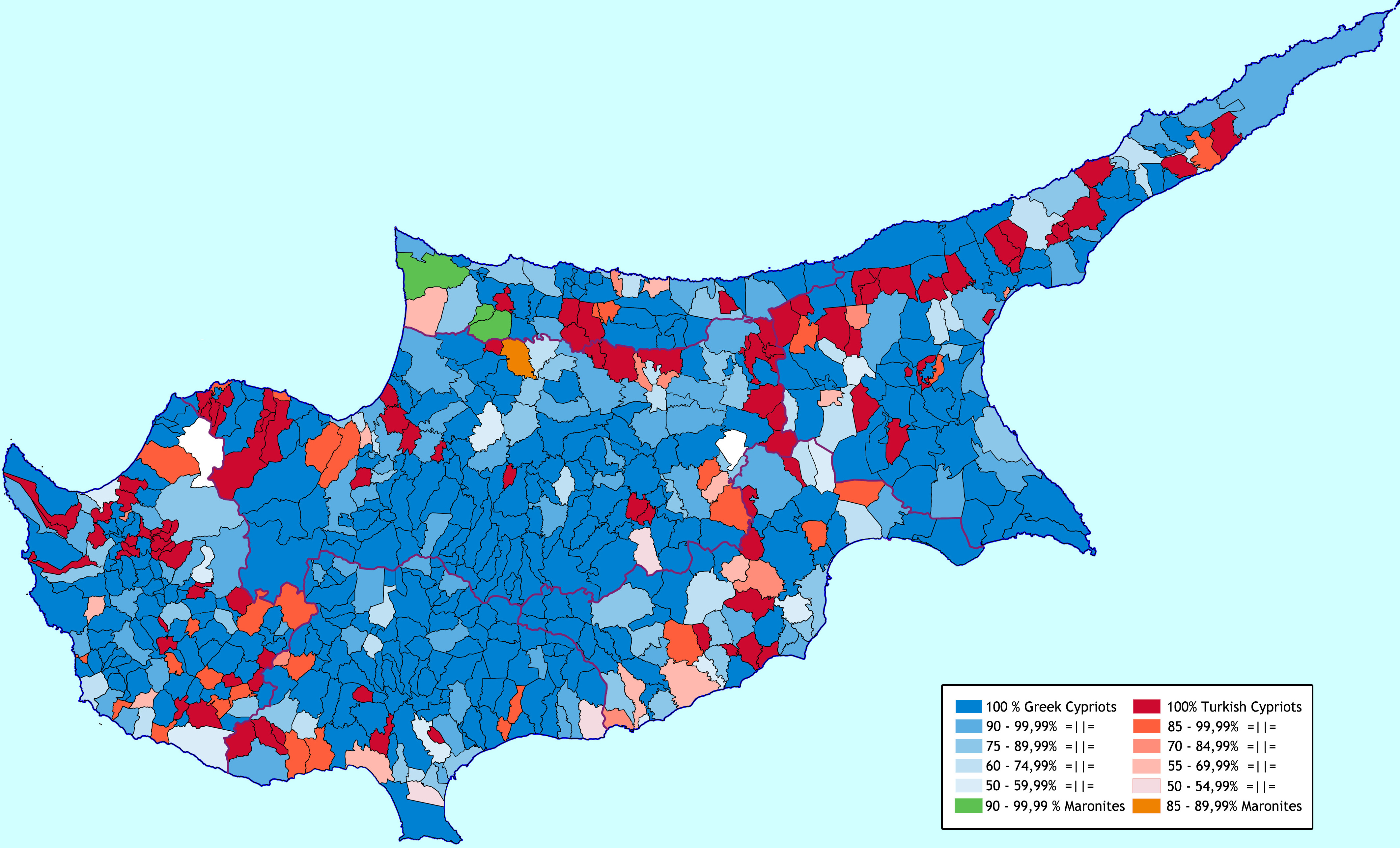
Narodowości na Cyprze według spisu z 1960 roku

Turcy w tym czasie zaproponowali podział wyspy: 2/3 dla Grecji, 1/3 dla nich. Propozycja ta została odrzucona. Wkrótce potem Grecy zerwali rozejm. W odpowiedzi Turcy za zgodą Wielkiej Brytanii powołali Organizację Bojową Turków Cypryjskich – TMT (organizacja tureckiego oporu) inaczej VOLKAN. Służyli swą pomocą Brytyjczykom poprzez patrole i zamachy na Greków. Nowy gubernator Cypru, Hugh Foot, wzmocnił działania mające na celu utrudnienie funkcjonowania EOKA. Nakazał kontrolę przesyłek i zakaz sprzedaży niektórych środków chemicznych, by tym sposobem uniemożliwić produkcję bomb. Griwas postanowił zmienić taktykę. Jego nowym sposobem walki stało się niepłacenie podatków i manifestacje uliczne. Sprawiło to zaostrzenie konfliktu grecko-tureckiego. Dochodziło do licznych zamieszek, a groźba wybuchu regularnej wojny domowej była realna. Aresztowano ok. 2000 ludzi podejrzanych o współpracę z EOKA. W ramach zemsty Grecy dokonywali zamachów na brytyjskich dowódców. 26 września 1958 roku raniono generała D.A. Kendrew i zamordowano żonę jednego z brytyjskich żołnierzy, żądając jednocześnie wycofania wojsk brytyjskich.

### Niepodległość
Aby zapobiec dalszemu rozlewowi krwi, władze zainicjowały rozmowy na temat niepodległości Cypru. Na mocy porozumień z Zurychu (11 lutego 1959) oraz z Londynu (17–19 lutego 1959) starcia ustały, a wyspa miała otrzymać suwerenność 19 lutego 1960 roku. Cypr miał się stać republiką będącą częścią Wspólnoty Narodów, rządzoną przez reprezentantów dwóch narodów, uznając dwunarodowość wyspy. Brytyjczycy zachowali natomiast tzw. Sovereign Base Areas (SBAs) w Akrotiri i Dhekelia. Każde z państw miało prawo interweniować w przypadku zagrożenia niepodległości wyspy. Grecja miała zachować 950 żołnierzy, a Turcja 650. Konstytucja przewidywała, że prezydentem miał być Grek, a wiceprezydentem Turek. Turcy również otrzymali prawo weta wobec decyzji parlamentu bądź rządu. Ich udział w administracji i policji miał wynosić 30%, 40% w armii. Katastrofalna konstytucja paraliżowała państwo, ponieważ w sztuczny sposób dzieliła władzę między Greków i Turków, na ogół niechętnych do współpracy.
Zgodnie z ustaleniami, prezydentem 14 grudnia 1959 r. został Makarios III, a wiceprezydentem dr Fazıl Küçük, zastąpiony w 1960 r. przez Raufa Denktaşa. 16 sierpnia 1960 r. Cypr odzyskał niepodległość. Griwas został awansowany i uznany za bohatera narodowego. Zarówno EOKA, jak i VOLKAN nie oddały broni.
Kryzys odrodził się, gdy w listopadzie 1963 Makarios zaproponował reformę konstytucji, aby móc bez przeszkód wejść w unię z Grecją (obowiązująca konstytucja zabraniała unii z jakimkolwiek państwem). Chciał on też ograniczyć tureckie prawo weta i wyrównać liczbę urzędników w proporcji 1:4 oraz stworzyć armię cypryjską o charakterze mieszanym, a nie – jak do tej pory – złożonej z jednostek jednonarodowościowych. Kolejnym postulatem było zawieszenie działalności samorządów terytorialnych i przejęcie ich kompetencji przez wyznaczone instytucje. Turcja sprzeciwiła się tym zmianom. Dlatego też 21 grudnia 1963 r. do akcji powróciła EOKA, wzniecając rozruchy. W przeciągu kilku dni zginęło 300 osób i zniszczono 100 wiosek tureckich. Turcy prowadzili loty ostrzegawcze nad Cyprem, gotowi w każdej chwili zaatakować. Brytyjczycy utworzyli w stolicy tzw. „zieloną linię”, przedzielającą ją na dwie części, na której żołnierze brytyjscy wymusili zawieszenie broni. W innych rejonach wyspy walki trwały do 27 marca 1964 r., kiedy to na wyspę dotarli żołnierze UNFICYP (siły pokojowe ONZ na Cyprze). Miały one za zadanie zapewnienie przestrzegania zawieszenia broni, utrzymanie strefy buforowej, nadzór nad respektowaniem prawa i porządku na wyspie. Makarios zdawał sobie sprawę, że siły ONZ powstrzymają Turcję przed atakiem.
W czerwcu 1964 r. ogłoszono pobór na Cyprze. Dowodzenie przypadło w udziale Griwasowi. Rozpoczął on ofensywę na ważne punkty przerzutu broni dla Turków – miasteczka Mansura i Kokkina. W ramach odwetu tureckie lotnictwo rozpoczęło naloty bombowe na Cypr. Griwas zmuszony był wstrzymać ofensywę.
W ciągu kolejnych trzech lat nad pokojem panowała ONZ. W kwietniu 1967 r. władza w Grecji przeszła w ręce junty wojskowej, wrogo nastawionej wobec Makariosa. 15 listopada 1967 r. Griwas zaatakował tureckie Agios Teodoros i Kofinu, aby przeciwdziałać dalszemu tworzeniu się enklaw, w których gromadzono broń. Turcja w odwecie rozpoczęła mobilizację i przygotowania do lądowania na Cyprze. Makarios, aby załagodzić konflikt, wymógł na juncie odwołanie Griwasa, zakończenie ofensywy i wycofanie wojsk. Dzięki temu oraz mediacji USA, udało się konflikt chwilowo zażegnać.
W kolejnych latach Makarios ponownie próbował zmienić konstytucję, aby ograniczyć prawa Turków. Przeciwko niemu działał rząd ateński, z którym popadł w konflikt, próbując na własną rękę nawiązać współpracę ze Związkiem Radzieckim, aby zrezygnować z przyłączenia Cypru do Grecji na rzecz niepodległości. Doszło do powstania EOKA B na czele z Griwasem, która była negatywnie ustosunkowana do prezydenta. Swoje poparcie dla tej organizacji okazały Stany Zjednoczone, mając nadzieję na złagodzenie konfliktu w wyniku ostatecznego podziału Cypru. W odpowiedzi Makarios utworzył w 1974 r. podległą sobie Jednostkę Rezerwy Taktycznej. W jej skład wchodzili komuniści i socjaliści, zaopatrzeni w broń radziecką. 2 lipca 1974 r. Makarios zażądał, aby oficerowie z Gwardii Narodowej opuścili wyspę. W odpowiedzi 15 lipca przeprowadzono zamach stanu, na skutek którego arcybiskup Makarios uciekł z wyspy. Nowym prezydentem został Nikos Sampson, weteran z EOKA, dowódca sił atakujących enklawy tureckie. Ludność Cypru stanowili wówczas w 77% Grecy, a w 18% Turcy. Turcja obawiała się przyłączenia Cypru do Grecji i postanowiła wykorzystać sytuację, rozpoczynając 20 lipca 1974 r. inwazję na Cypr. Piechota utworzyła przyczółek w rejonie Kyrenii, a spadochroniarze zajęli turecką część Nikozji. Walczyli siłą 40 tys. żołnierzy, 300 dział i czołgów przeciwko 18 tys. żołnierzy Gwardii Narodowej, 950 regularnym żołnierzom greckim i kilkuset bojownikom z EOKA-B. Dokonano wielu krwawych zbrodni, których ofiarami stali się cywile. Strach przed okrucieństwem najeźdźców wypędził z domów 180 tys. Greków.
21 lipca lotnictwo tureckie popełniło pomyłkę, która zadecydowała o losach wojny. Przez przypadek samoloty zaatakowały własną flotę, zatapiając niszczyciel „Kocatepe” i uszkadzając dwa pozostałe. Przyczyną pomyłki był fakt, że Grecy posiadali okręty tego samego typu. Cypryjscy Grecy nie mogli oczekiwać pomocy ze strony Aten, gdyż wszelkie działania przeciw Turcji miały spotkać się z odpowiedzią USA. 22 lipca o godz. 16 w wyniku wyczerpania Turcy zgodzili się na zawieszenie broni. 23 lipca Nikos Sampson podał się do dymisji i opuścił wyspę. Jego miejsce zajął umiarkowany Glafkos Kliridis.
W tym samym czasie w Stanach Zjednoczonych miała miejsce afera Watergate. W związku z odwróceniem uwagi USA od problemu Cypru, Turcja zażądała podziału. Po odmowie wznowiła 14 sierpnia ataki i w 48 godzin zajęła 1/3 wyspy. 16 sierpnia podpisano zawieszenie broni, wyznaczając granicę na linii „Attyli”. Grecja, aby okazać swoje niezadowolenie z polityki USA, wystąpiła z NATO. Na terenach zajętych przez Turków powstało nieuznawane przez nikogo prócz Turcji państwo – Turecka Republika Cypru Północnego.
W grudniu 1974 powrócił Makarios i ponownie objął urząd prezydencki przy poparciu rządu ateńskiego. Rozpoczęto grecko-tureckie negocjacje trwające 3 lata i nieprzynoszące żadnych rezultatów. Turcja opowiadała się za powstaniem dwóch niezależnych państw, z których każde miałoby własne siły zbrojne, budżet i komunikację. Problemem był los 200 tys. uchodźców greckich w tureckiej części wyspy. Rokowania pokojowe osłabły, gdy Turcy zaczęli przeprowadzać czystki etniczne, wysiedlając Greków z wiosek i miast cypryjskich. W wyniku śmierci Makariosa (3 sierpnia 1977), prezydentem został Spiros Kiprianu. W listopadzie 1980 r. doszło do rozmów grecko-tureckich przy asyście ONZ. Głównym problemem byli uchodźcy, a także reformy konstytucji, mające na celu poprawienie warunków Turków. Żądali oni równego statusu, jednakowej reprezentacji w rządzie, a także rotacyjnej zmiany prezydenta. Rok później przyjęto ten postulat oraz ustalono, że 30% wyspy będzie pod kontrolą turecką. W maju 1983 roku ONZ nakazało opuszczenie wyspy przez wojska tureckie. W wyniku tego i za zgodą Ankary, Rauf Denktaş ogłosił niepodległość Tureckiej Republiki Północnego Cypru. Aby zaznaczyć swą niezależność, zmieniono walutę, wydano miejscowe paszporty oraz zasiedlano wyspę ludnością turecką w liczbie 45 tys., aby zmniejszyć dysproporcje demograficzne. Sytuacja nie uległa poprawie nawet w 1988 roku, gdy prezydentem został skłonny do kompromisu z Turkami Georges Vassiliou. W 1992 r. Rada Bezpieczeństwa ONZ wydała rezolucję potępiającą Turków cypryjskich, nakazując redukcję 40 tys. armii tureckiej, zmniejszenie wydatków na cele obronne strony greckiej, oddanie pod kontrolę ONZ Famagusty oraz przeprowadzenie spisu ludności. W 1993 r. władzę objął Klerides, który całą swą politykę oparł na idei połączenia wyspy. Miała powstać federacja dwóch republik, lecz strona turecka odrzuciła te postulaty.
Głośne zdarzenie miało miejsce w 1996 roku. Gdy greccy demonstranci usuwali zasieki na granicy w Dherlinie, zostali zaatakowani przez Turków z organizacji nacjonalistycznej „Szare Wilki”. Kilka dni później zastrzelono nieuzbrojonego Greka, który na znak protestu zdejmował turecką flagę na maszcie granicznym. Ponadto Cypr kupił w 1996 roku od Rosji czołgi T-80, wozy bojowe (BWP-3) i pociski dalekiego zasięgu S-300. Turcy zagrozili, że zbombardują wyrzutnie, jeżeli te zostaną zainstalowane. Ale jednocześnie wywiad turecki szukał sposobu, żeby je przechwycić. Odkąd w 1996 r. w Turcji do władzy doszli islamiści z Necmettinem Erbakanem na czele, konflikt grecko-turecki się zaostrzył. Wydawało się, że porozumienie jest niemożliwe. Turcja najwyraźniej dążyła do przyłączenia Cypru Północnego. Jednak w 1993 r. doszło do formalnego przymierza Cypru z Grecją. Tzw. Wspólna Doktryna Obronna mówi, że Grecja przyjdzie Cyprowi z pomocą, gdyby Turcja użyła siły lub próbowała zaanektować północną część wyspy. Jednak 2 lata później, w roku 1995, doszło do kolejnego zaognienia konfliktu. W Pafos wybudowano bazę lotniczą i morską dla lądujących na wyspie wojsk greckich i przeprowadzono pierwsze manewry „Nikoforos” (Zwycięzca). Turcja w odwecie chciała zastraszyć Greków cypryjskich i od 1997 r. samoloty tureckie regularnie przelatują nad Nikozją na niskiej wysokości. Cypr ostatecznie zrezygnował z rozmieszczenia pocisków na wyspie i oddał je Grecji (na Kretę), a następnie w 1998 r. rozpoczął negocjacje w sprawie przystąpienia do Unii Europejskiej i wobec tego problem Cypru Północnego stał się bardzo poważny.

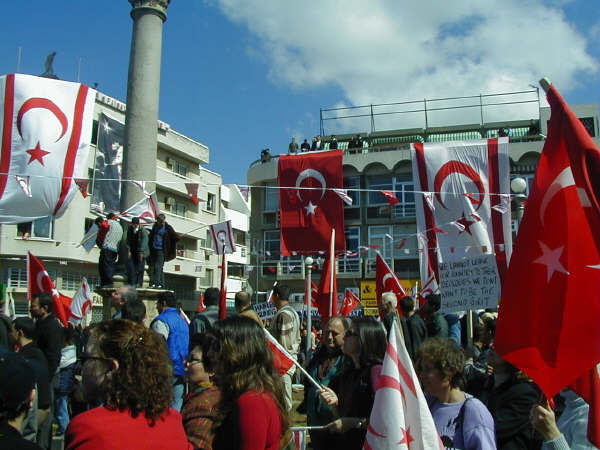
Turecka Republika Cypru Północnego

Szansę na zakończenie konfliktu dawało rozszerzenie Unii. Bruksela chciała przyjąć wyspę zjednoczoną. W związku z tym w kwietniu 2004 r. odbyło się referendum. Turcja – odrzucając fundament swej polityki zagranicznej i sprzeciwiając się przywódcy Turków cypryjskich, Raufowi Denktaşowi, namawiała do głosowania za zjednoczeniem. Jednak referendum zakończyło się fiaskiem. 65% Turków głosowało za przyjęciem planu, ale „nie” powiedziało 75% Greków.
Oto główne propozycje tzw. planu Annana, odrzucane przez Greków:
Turecka część wyspy miałaby przekazać greckiej tylko 7% terytorium i to tereny bardzo zdewastowane, a po tureckiej stronie Grecy odzyskać mieliby tylko 1/3 utraconych powierzchni każdej z ojcowizn, Grecy nie mieliby prawa budownictwa tzw. głównych domów (jedynie domy weekendowe), ani zamieszkiwania poza weekendem i świętami w swych własnych (nawet starych) domach po tureckiej stronie wyspy. Greckie armia i policja miałyby zostać natychmiast rozwiązane, lecz turecka armia pozostać miałaby na wyspie jeszcze przez nie mniej niż 15 lat (i bez realnych gwarancji jej wyjścia). Ten punkt rodził wielkie obawy Greków o możliwość zagrożenia ich bezpieczeństwa osobistego. Zgłoszoną w ostatniej chwili (na godziny przed referendum) propozycję sekretarza generalnego ONZ wprowadzenia dwóch niedużych międzynarodowych oddziałów zmechanizowanych dla ochrony ludności cywilnej uznawano za zobowiązanie równie niedorzeczne, jak nieskuteczna okazała się uprzednio ochrona cywili przez siły międzynarodowe w Bośni czy Kosowie. Ponadto indywidualne odszkodowania dla rodzin, za ich ziemie tracone na rzecz Turków, wypłacane miałyby być z budżetu państwa, co w praktyce byłoby dokonywane w 90% ze środków, uprzednio zbieranych w podatkach od samych Greków, gdyż zamożniejsi płacą wyższe podatki, a najbiedniejsi są z nich niemal całkowicie zwolnieni.

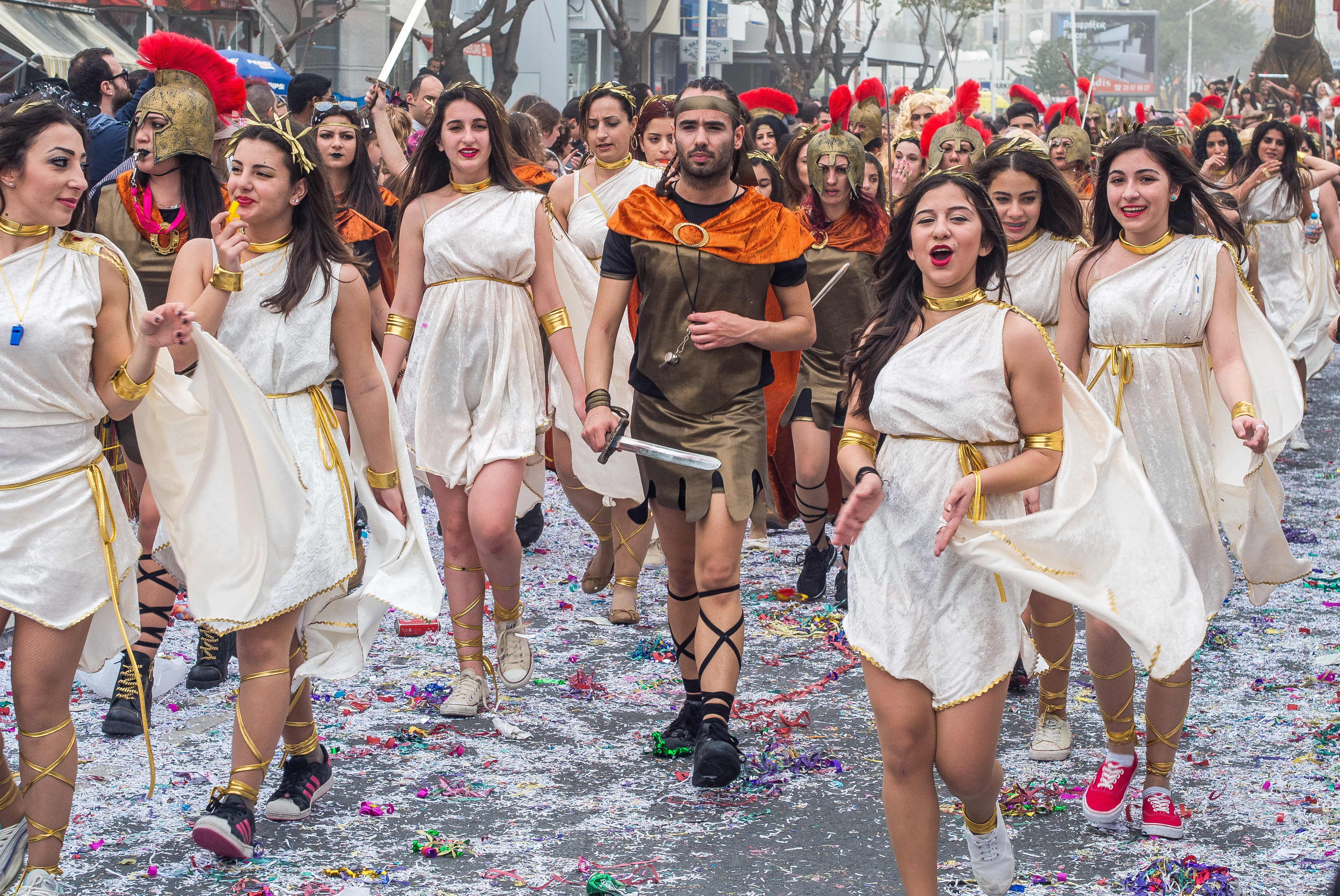
Limassol, 2014

Stąd po greckiej stronie Cypru wiele osób mówiło raczej o dyktacie niż o planie pokojowym. Jego odrzucenie większość mediów i polityków przedstawiała jako patriotyczny obowiązek oraz wymóg rozsądku. Odrzucenie tzw. planu Annana przez Greków skutkowało faktycznym przystąpieniem do Unii Europejskiej 1 maja 2004 roku tylko greckiej części wyspy. Zgodnie z decyzją podjętą na szczycie w Kopenhadze w 2002 roku cały Cypr został włączony do Unii Europejskiej, jednakże na północnej części wyspy zawiesza się obowiązywanie prawa unijnego.

### Kalendarium
- około 5500 p.n.e. – w osadzie Chirokitia mieszka 1500 osób
- IV tysiąclecie p.n.e.[11] – początek wyrobu przedmiotów z miedzi
- 2300–2200 p.n.e. – początek epoki brązu udokumentowany wykopaliskami znalezionymi w grobach w Filia-Drakos, Kyra i Chrysiliu (niedaleko Morfu)[12].
- ok. 1750 p.n.e.[11] – potężne trzęsienie ziemi niszczy cywilizację epoki brązu na wyspie
- 1400–1250 p.n.e. – napływ Mykeńczyków na Cypr
- 800 p.n.e. – liczne kolonie greckie i fenickieTeatr grecko-rzymski w Kurionie

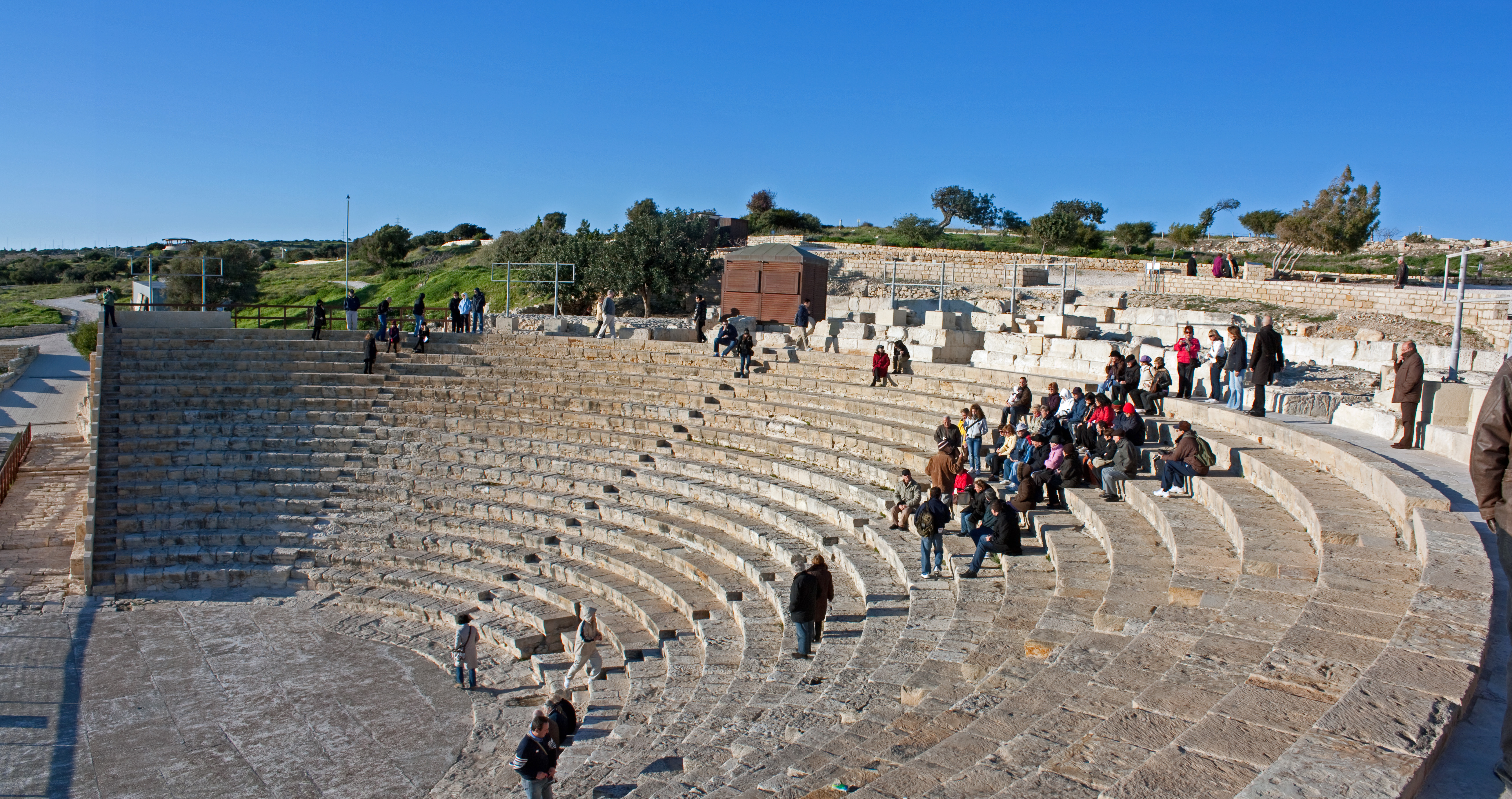
Teatr grecko-rzymski w Kurionie

- 568–526 p.n.e.[11] – okres panowania egipskiego nad Cyprem
- 525 p.n.e. – początek perskiego panowania nad wyspą
- 294 p.n.e. – Cypr wchodzi w skład państwa Ptolemeuszy
- 59 p.n.e.[11] – Marek Porcjusz Katon Młodszy podbija Cypr
- 30 p.n.e. – wyspa ostatecznie przechodzi pod władzę Rzymu
- 115–116 – rebelia mieszkających na wyspie Żydów
- 395[11] – w wyniku podziału Cesarstwa rzymskiego Cypr przechodzi pod panowanie Bizancjum
- 632 – pierwszy najazd arabski; przez następne 300 lat Arabowie i Bizantyńczycy walczą o wyspę
- 965 – ostateczna utrata wyspy przez Arabów
- 1185 – Izaak Komnenos odrywa wyspę od Bizancjum
- 1191 – podbicie wyspy przez Ryszarda Lwie Serce, który sprzedaje ją templariuszom, a ci z kolei w następnym roku odsprzedają ją Gwidonowi z Lusignan, ostatniemu królowi Jerozolimy
- 1192 – powstanie Królestwa Cypru
- 1489 – Cypr staje się posiadłością wenecką
- 1570 – podbój wyspy przez Turków; w ciągu kilkudziesięciu lat na wyspę przybywa ponad 50 tysięcy tureckich osadników
- 1821 – surowe represje skierowane przeciwko greckiej ludnościW 1878 roku Cypr stał się protektoratem brytyjskim

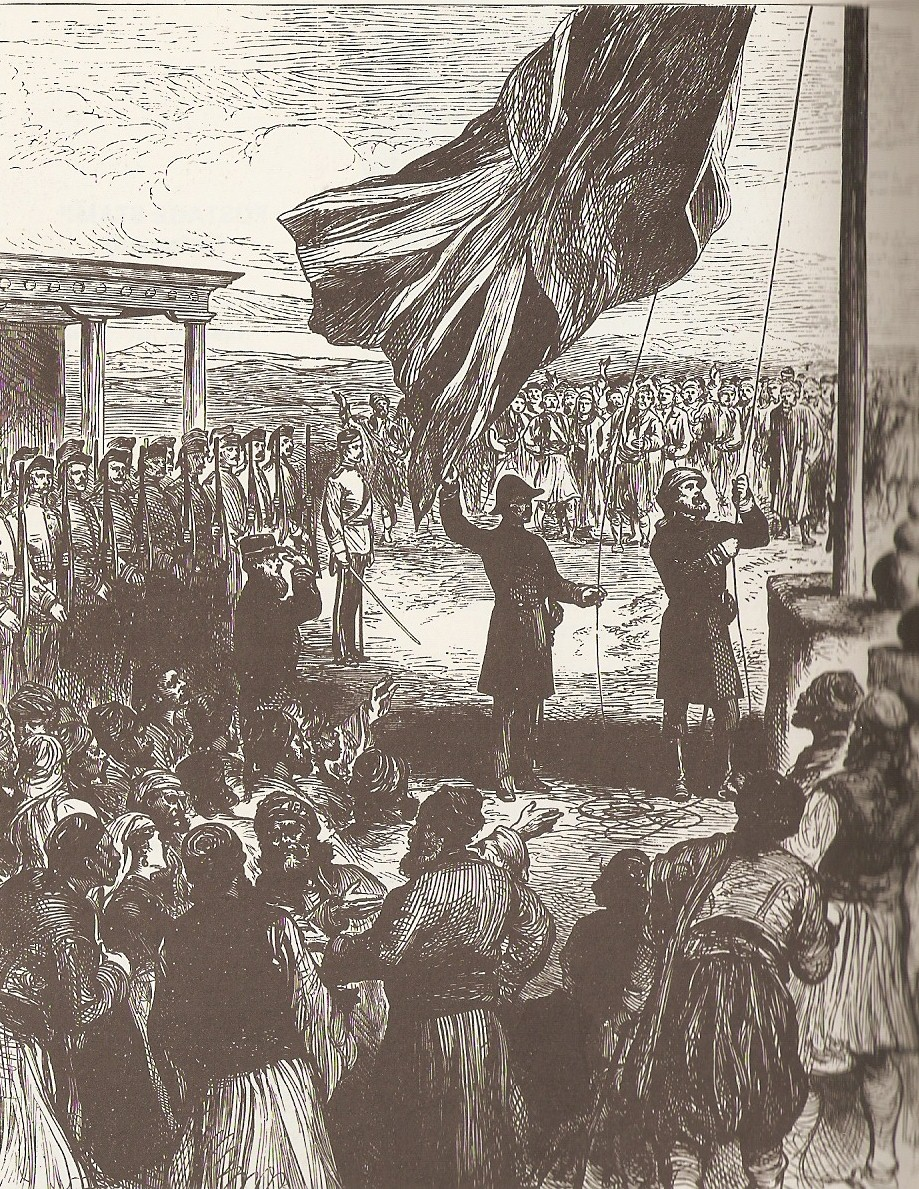
W 1878 roku Cypr stał się protektoratem brytyjskim

- 1878 – Cypr przechodzi pod brytyjską administrację
- 1914 – aneksja Cypru przez Wielką Brytanię
- 1955 – powstanie EOKA (Cypryjskiej Organizacji Wyzwolenia Narodowego)
- 1957 – biskup Makarios III żąda niepodległości
- 1960 – Cypr uzyskuje niepodległość; gwarancje dla tureckiej mniejszości
- XII 1963 – początek krwawych starć między cypryjskimi Grekami i cypryjskimi Turkami
- 1964 – przybycie oddziałów ONZ (UNFICYP)
- 1974 – inspirowany przez Ateny zamach stanu skierowany przeciwko prezydentowi Cypru Makariosowi III; turecka interwencja zbrojna; podział wyspy
- 1977 – śmierć ojca cypryjskiej niepodległości biskupa Makariosa III
- 1983 – turecka część wyspy deklaruje niepodległość, jako Turecka Republika Północnego Cypru (uznawana tylko przez Turcję i kilka organizacji)
- 1999 – początek negocjacji pod egidą ONZ, mających doprowadzić do ponownego zjednoczenia wyspy;
- luty 2003 – prezydentem Cypru został Tassos Papadopoulos, przeciwnik kompromisu z cypryjskimi Turkami
- 2004
  - kwiecień – grecka część wyspy odrzuciła w referendum plan zjednoczenia (Plan Annana) na warunkach stawianych przez ONZ z turecką częścią, Turcy cypryjscy głosowali za przyjęciem planu (greko-cypryjczycy chcą zjednoczenia, ale na innych warunkach)
  - 1 maja – Cypr stał się członkiem UE
- 2008 – 1 stycznia Cypr wszedł do strefy euro

## Podział administracyjny
Cypr jest oficjalnie podzielony administracyjnie na 6 dystryktów (Famagusta, Kirenia, Larnaka, Limassol, Nikozja, Pafos). Jednak tylko 5 z nich (w tym jeden w niewielkim fragmencie) znajduje się pod administracją Republiki Cypryjskiej.

### Strefy czasowe
8 września 2016 TRCP (Cypr Północny) zadecydowało o podzieleniu Cypru na dwie strefy czasowe. Północna część wyspy, zamieszkiwana przez Turków cypryjskich, od 30 października miała pozostać przy czasie letnim, a południowa przejdzie na czas zimowy. Jednak na skutek protestów mieszkańców obu stron wyspy, którzy często lub codziennie dojeżdżają do pracy na drugą stronę wyspy, że będzie to olbrzymia niedogodność i zamieszanie, władze Cypru Północnego ostatecznie zrezygnowały z tej zmiany i w obu częściach obowiązuje ten sam czas (GMT+2) – ze zmianami na czas letni (UTC+3) zgodnie z innymi państwami EU.

## Polityka
Członek brytyjskiej Wspólnoty Narodów. Republika prezydencka, funkcję głowy państwa sprawuje prezydent, który jest jednocześnie szefem rządu. Wyłaniany w wyborach powszechnych na 5-letnią kadencję. Władza ustawodawcza w rękach parlamentu.
Po proklamowaniu w 1979 Federalnego Państwa Tureckiej Republiki Cypryjskiej, a następnie przekształceniu go w Republikę Turecką Cypru Północnego (1983) ustanowiono w niej odrębne struktury władzy – Zgromadzenie Ustawodawcze i rząd, które jednak nie zyskały uznania ONZ i wspólnoty międzynarodowej.

## Demografia

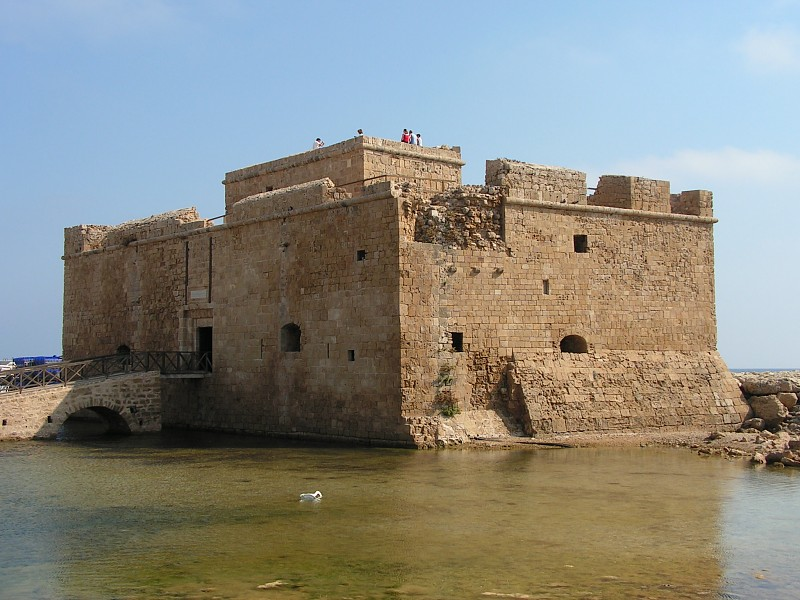
Fort w porcie Pafos na Cyprze, wzniesiony w 1391 roku.

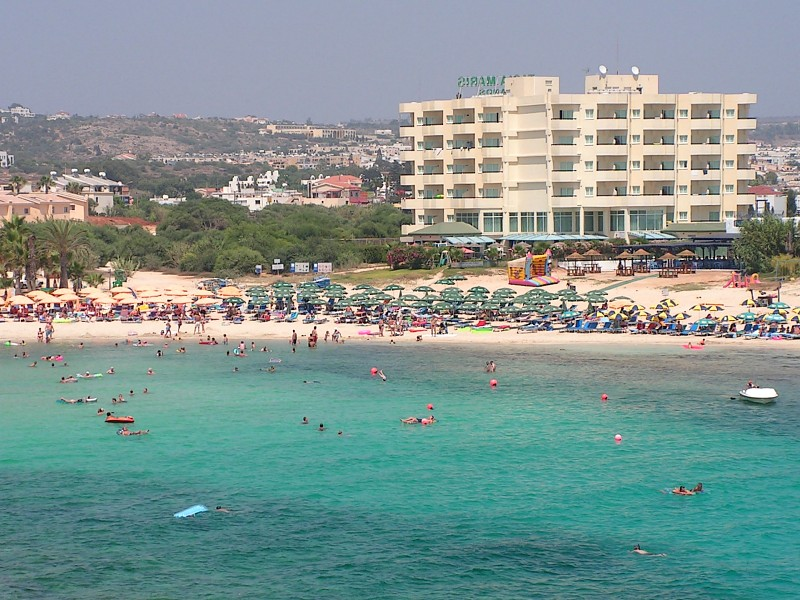
Plaża w kurorcie Ajia Napa

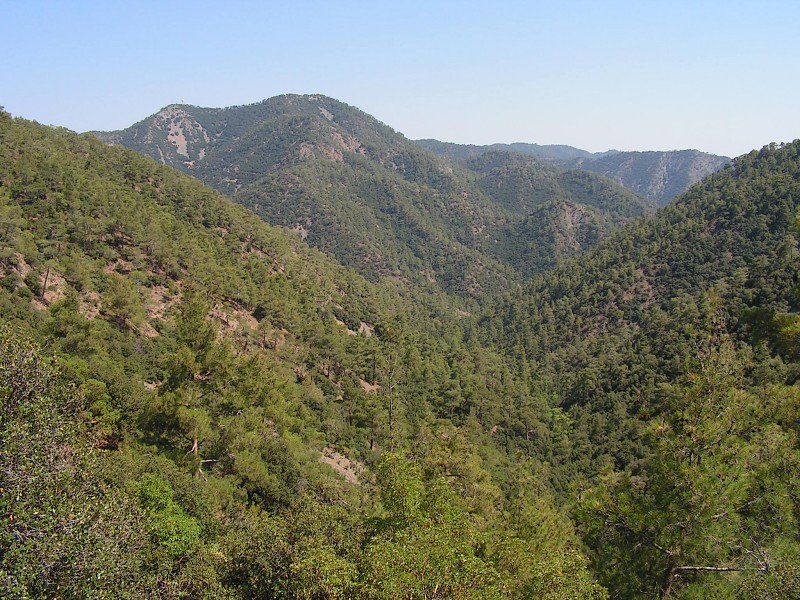
Góry Trodos na Cyprze; widoczna góra Olimbos – najwyższy punkt wyspy.

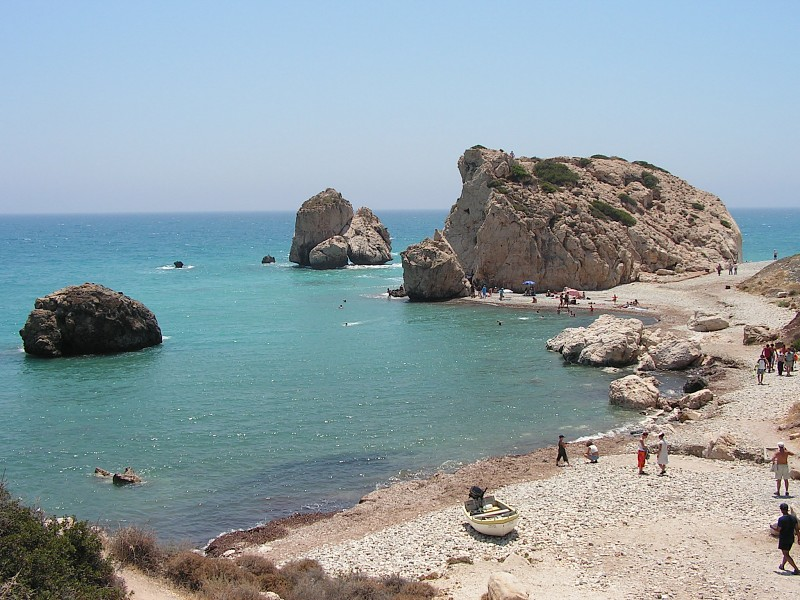
Skała Afrodyty, w tym miejscu według legendy narodziła się z piany morskiej Afrodyta

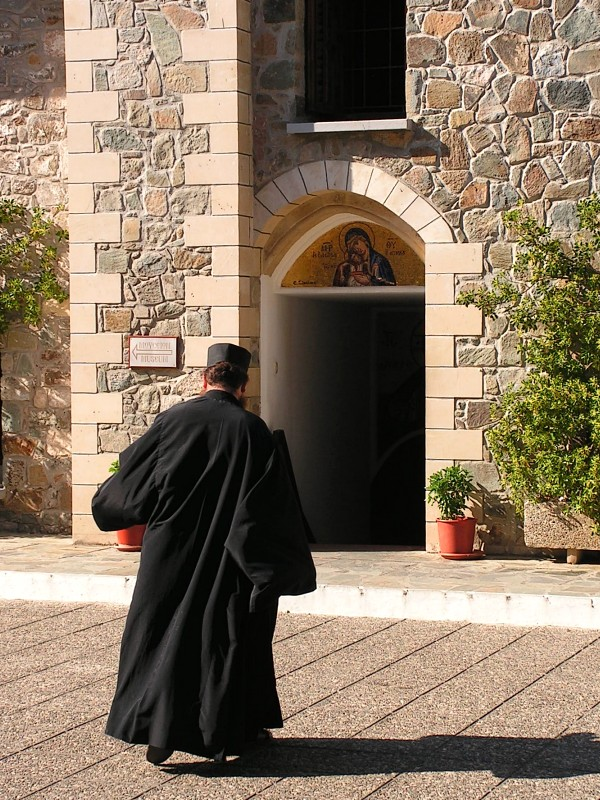
Mnich z klasztoru Kykkos w górach Trodos

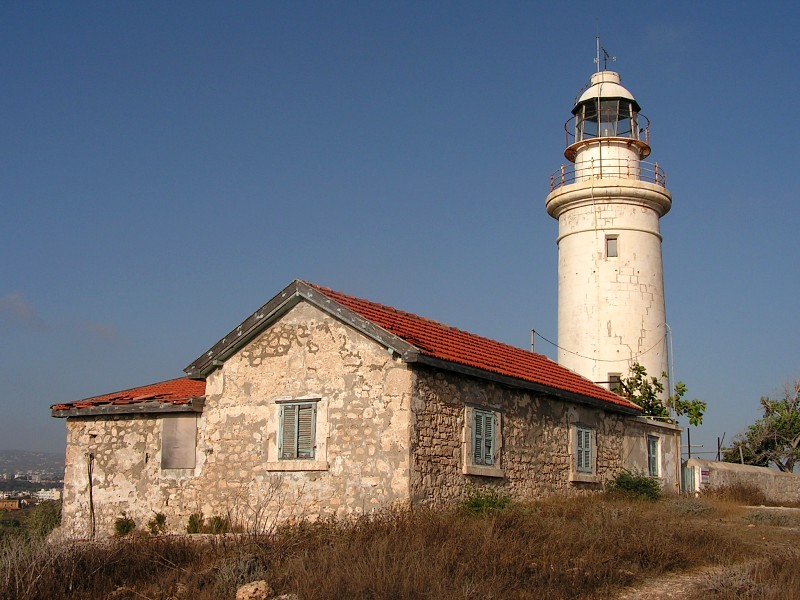
Latarnia morska w Pafos

Rdzenni mieszkańcy Cypru to głównie Grecy (77% ogółu ludności w 2001 roku), na drugim miejscu są Turcy – 18%. Ludność grecka wyznaje chrześcijaństwo w obrządku prawosławnym, a turecka – islam. Na Cyprze z liczbą ludności 840 407 (bez Cypru Północnego) mieszka 667 398 Cypryjczyków, co stanowi 79,4% wszystkich mieszkańców. Mieszka tu także 170 383 imigrantów z innych państw co stanowi 20,3% populacji. Do największych grup imigrantów należą: Bułgarzy (ok. 70 000 osób), Grecy (29 321 osób), Brytyjczycy (24 046 osób), Rumuni (23 706 osób). Na Cyprze mieszka 2859 Polaków.
Przyrost naturalny w Republice Cypryjskiej zmniejszył się z 9,1‰ (w 1995 roku) do poziomu 4,9‰ (w 2006 roku), w Republice Tureckiej Cypru Północnego wynosi około 10‰ i od 1995 roku nie ulegał większym zmianom. Średnia gęstość zaludnienia wynosi 76 osób na km², większość ludności zamieszkuje wybrzeża i nizinę Mesaoria. W miastach Republiki Cypryjskiej mieszka 67,4% ludności. Główne miasta to: Nikozja, Limassol, Larnaka, Famagusta. Średnia długość życia wynosi 75 lat dla mężczyzn i 80 lat dla kobiet.
Brak jest ścisłych danych liczbowych o kolonizacji tureckiej w północnej części wyspy. Raport Rady Europy z 2003 roku przytacza szacunki Republiki Cypryjskiej, zgodnie z którymi w 2001 r. na obszarze Cypru Północnego mieszkało 87 600 Turków cypryjskich oraz 115 tys. tureckich osadników. Podaje on także dane przytaczane przez stronę turecką i północnocypryjską – według Turcji miałoby to być 31 tys. osadników, natomiast zdaniem Turków cypryjskich – między 50 tys. a 100 tys. osadników. Dodatkowo należy tu doliczyć ok. 30 tys. żołnierzy armii tureckiej stacjonujących w bazach na terenie Cypru Północnego. Ponadto władze Republiki Cypryjskiej szacują, że w latach 1974–2000 Cypr Północny opuściło 55 tys. Turków cypryjskich.
Władze Cypru Północnego prezentując wyniki spisu powszechnego z 2006 roku, nie wyróżniają osobno osadników tureckich, ani nie uwzględniają stosowanego w Republice Cypryjskiej kryterium prawa krwi, czyli więzów rodzinnych z osobami cypryjskiego pochodzenia, z okresu sprzed 1960 roku. Zgodnie z tymi danymi 120 007 mieszkańców Cypru Północnego (tj. 67,41% mieszkańców) posiadało obydwoje rodziców urodzonych na Cyprze oraz 12 628 (7,09%) jednego rodzica urodzonego na Cyprze, natomiast 42 572 mieszkańców Cypru Północnego (23,91%) posiada obydwoje rodziców urodzonych w Turcji. Ponadto według danych tego spisu 133 937 mieszkańców Cypru Północnego (50,5%) miało wyłącznie obywatelstwo Cypru Północnego, 42 795 mieszkańców (16,1%) miało, poza obywatelstwem Cypru Północnego, również inne obywatelstwo, w tym 33 870 (12,8%) tureckie, natomiast 77 731 mieszkańców (29,3%) miało wyłącznie tureckie obywatelstwo.
W ocenie władz Republiki Cypru w dalszym ciągu trwa osiedlanie ludności tureckiej w północnej części wyspy – ma ją już zamieszkiwać od 150 tys. do 160 tys. tureckich osadników. Przy czym, według tych samych źródeł, całkowicie zahamowana miałaby być emigracja Turków cypryjskich – podawana obecna liczba 55 tys. emigrantów jest taka sama jak podawana przez władze Cypru Północnego na 2000 r. Niemniej zgodnie z danymi przedstawionymi pod koniec 2011 r. przez ministra spraw zagranicznych Republiki Cypryjskiej osadników tych jest od 200 tys. do 300 tys. Republika Cypryjska wskazuje ponadto, że jednym z celów tej kolonizacji jest osiągnięcie bezwzględnej dominacji demograficznej osadników tureckich, także liczonej w skali całej wyspy.

## Religia
Struktura religijna kraju w 2010 roku według Operation World:
- Chrześcijaństwo: 72,42% w tym:
  - prawosławie – 66,31%
  - pozostali – 3,82% (w tym niezrzeszeni chrześcijanie i inne wyznania protestanckie)
  - katolicyzm – 1,59%
  - anglikanizm – 0,33%
  - zielonoświątkowcy – 0,2%
  - Świadkowie Jehowy – 0,17%
- islam – 23,67%
- ateizm – 3,6%
- hinduizm – 0,15%
- buddyzm – 0,07%
- judaizm – 0,02%

## Kultura i obyczaje
Na Cyprze znajdują się trzy obiekty wpisane na listę UNESCO, są to:
- 1980 – Zabytki archeologiczne w regionie Pafos
- 1985 – Zdobione kościoły regionu Trodos (wpis rozszerzony w 2001)
- 1998 – Stanowisko neolityczne Chirokitia

Na Cyprze generalnie panują raczej nieformalne relacje międzyludzkie. Cypryjczycy chętnie i często dotykają się nawzajem, a przestrzeń osobista nie jest rygorystycznie oznaczona. Życie toczy się głównie w obrębie niewielkich społeczności, których członkowie często kontaktują się między sobą, nie istnieje potrzeba formalnej etykiety. Mieszkańcy większych zachodnich krajów, którzy odwiedzają Cypr, mają często wrażenie, że w tym kraju „każdy zna każdego”.
Choć Cypr nie jest krajem tak konserwatywnym, jak wiele państw arabskich czy północnoafrykańskich, to w świątyniach, meczetach czy kościołach prawosławnych obowiązują odpowiednie normy ubioru. Może się zdarzyć, że nieodpowiednio ubrana osoba nie zostanie wpuszczona do środka. W wielu świątyniach można pożyczyć spodnie lub chusty, które należy założyć podczas zwiedzania.

## Gospodarka
Republika Cypryjska wraz ze Słowenią była jednym z najbogatszych kandydatów wstępujących do UE w 2004 roku. PKB w 2001 roku wyniósł 11,9 mld euro (15,6 tys. euro na mieszkańca). Wzrost gospodarczy w 2003 r. wyniósł 2,0%. Bezrobocie w 2003 r. wynosiło 3,5%.
Pod koniec lat 90. XX w. Republika Cypryjska stała się jednym z najwygodniejszych „rajów podatkowych” dla europejskiego biznesu, który został tu zwabiony niskim podatkiem od zagranicznych spółek (tzw. offshore), wynoszącym wówczas zaledwie 4,25%. W przededniu wstąpienia Cypru do UE było tu zarejestrowanych ok. 16 tys. firm offshore, z czego 1/3 należała do Rosjan. Interesy zawiązały tu prawie wszystkie spółki kontrolowane przez najbogatszych ludzi z Rosji i innych państw Europy Środkowej i Wschodniej, co skutkowało przepływem przez wyspę miliardów dolarów tamtejszych mafii. Dopiero przed samym wejściem do Unii Europejskiej Cypr zlikwidował preferencyjny podatek offshore, zastępując go standardowym podatkiem CIT (wynoszącym jednak tylko 10%), wprowadził też szereg przepisów przeciwdziałających „praniu brudnych pieniędzy”. Departament Stanu USA skreślił w tym czasie Cypr z listy krajów „podwyższonego ryzyka”.
Głównymi uczestnikami obrotu finansowego na wyspie są biznesmeni rosyjscy. W 2002 r. tylko z Rosji trafiło na Cypr 3,5 mld USD. W kierunku odwrotnym strumień ten jest jeszcze większy: w 2002 r. z Cypru napłynęło do Rosji inwestycji za 5,5 mld USD, a w 2003 r. – za ok. 10 mld USD. Cypr stał się w 2003 r. drugim (tuż po Niemczech, a przed USA) inwestorem zagranicznym w Rosji. Na wyspie zamieszkało lub pracuje blisko 50 tys. Rosjan, a ok. 100 tys. rosyjskich turystów przyjeżdża tu rocznie na wakacje. Wychodzą tu 3 rosyjskojęzyczne gazety, działa Cyprus Russian Business Association. W sklepach i lokalach gastronomicznych (o szyldach pisanych cyrylicą) dostępne są tradycyjne rosyjskie produkty i potrawy. Pewne ograniczenia w rozwoju turystyki z Rosji wystąpiły po przystąpieniu Republiki Cypryjskiej do UE i wprowadzeniu wiz dla Rosjan.
Bezrobocie na Cyprze w grudniu 2017 roku wynosiło 11,3%.

### Turystyka
W 2016 roku kraj ten odwiedziło 3,187 mln turystów, generując dla niego przychody na poziomie 2,363 mld euro (11,9% więcej niż w roku poprzednim). Większość turystów odwiedzających Cypr pochodzi z Wielkiej Brytanii, Rosji i Grecji.

## Transport
Transport na wyspie jest dobrze rozwinięty, większość dróg ma asfaltową nawierzchnię. Na Cyprze obowiązuje ruch lewostronny. Łączna długość dróg wynosi prawie 15 tys. km. Duże porty morskie znajdują się w Larnace, Limassolu i Famaguście. Cypr ma dobre połączenia z większymi miastami Europy, międzynarodowe lotniska znajdują się w Larnace oraz w Pafos. Na wyspie nie ma linii kolejowych. Z Turcji z portu Tasucu pływają promy do portu Girne (Kirenia) na północnym wybrzeżu Cypru.